# Maso Hewabi
Mai Maso Hewabi est un homme politique papou-néo-guinéen.

## Biographie
Titulaire d'une licence en ingénierie civile de l'université de Papouasie-Nouvelle-Guinée, il entre au Parlement national comme député sans étiquette de la circonscription de Fly-centre aux élections législatives de juillet 2022. Il devient membre du Parti des ressources unies de William Duma après son élection, et siège comme simple député de la majorité parlementaire du gouvernement Marape II.
En janvier 2024, lorsque des pillards font vingt-deux morts en dévalisant et incendiant des commerces à Port-Moresby et à Lae, il est l'un des six députés qui quittent la majorité et se joignent à l'opposition. Le 5 mars, Douglas Tomuriesa, le chef de l'opposition parlementaire, le nomme ministre fantôme des travaux publics et de l'autoroute des Hautes-Terres, ainsi que ministre fantôme du café, dans son cabinet fantôme. Il représente ainsi l'opposition face aux ministres Solan Mirisim (travaux publics et autoroute) et William Bando (café),.